# Higashikagawa, Kagawa
Higashikagawa (東かがわ市 Higashikagawa-shi) là một thành phố thuộc tỉnh Kagawa, Nhật Bản.